# Attonitus bounites
Attonitus bounites är en fiskart som beskrevs av Richard P. Vari och Ortega 2000. Attonitus bounites ingår i släktet Attonitus och familjen Characidae. Inga underarter finns listade.